# Lhassa, étoile-fleur
Pour les articles homonymes, voir Lhassa (homonymie).

Lhassa, étoile-fleur est la version en français parue en 1976 de Lhasa, the Open City: A Journey to Tibet, compte rendu que l'écrivain d'origine chinoise et belge Han Suyin fit de son séjour à Lhassa dans la région autonome du Tibet en octobre-novembre 1975. L'écrivain et journaliste Max Olivier-Lacamp, qui signe la préface de l'ouvrage, collabora à son édition en français. Le titre renvoie à l'image du « Toit du Monde, où les étoiles sont fleurs à portée de main »[source insuffisante],.
Han Suyin avait été la première étrangère autorisée à se rendre au Tibet une fois la révolution culturelle terminée. Sa famille chinoise, habitant le Sichuan, avait entretenu des rapports (commerce du thé) avec le Tibet pendant plus de deux siècles,[source insuffisante].
L'ouvrage est considéré par Patrick French, Peter Bishop et Warren W. Smith Jr comme relevant de la propagande chinoise.

## Contexte historique
Seul quelques journalistes occidentaux favorables aux Chinois furent autorisés dans les années 1950 et au début des années 1960 à visiter Lhassa et ont publié des récits enthousiastes sur des réformes dont ils sont témoins, comme Alan Winnington (en) en 1955, Anna Louise Strong en 1960 et Stuart et Roma Gelder en 1962.[pertinence contestée] Vers la fin de la révolution culturelle au Tibet, des visiteurs sympathisants sont de nouveau autorisés à visiter le Tibet, comme Han Suyin, qui écrit Lhassa, étoile-fleur en 1976 et Felix Greene, qui réalise Tibet (1976) un film documentaire sur sa visite,.

## Contenu
Selon la professeur de chimie polonaise Teresa Kowalska (pl), traductrice en polonais d'ouvrages de Han Suyin, cette dernière rappelle, dans Lhassa, étoile-fleur, la vassalisation ancienne du Tibet par rapport à la Chine, puis les machinations ourdies par les Britanniques pour conquérir les contrées himalayennes stratégiques, dont le Tibet. Elle fait l'éloge des progrès matériels réalisés sous la direction des communistes chinois, du passage d'une théocratie médiévale arriérée à une société laïque éduquée et productrice ». Toujours selon Kowalska, « en tant que médecin, elle fait état de certaines superstitions de l'ancien Tibet, comme l'autodafé des mères qui accouchaient de jumeaux, triplés, quadruplés, etc., naissances qui étaient considérées comme étant la punition de graves péchés ainsi qu'un signe de très mauvais augure qu'il fallait éradiquer sur le champ. Également l'obligation faite aux Tibétaines d'accoucher dans l'étable et d'y rester pendant la prétendue période de purification, pratique qui se soldait souvent par l'infection et la mort de la parturiente ».
Le journaliste et tibétologue anglais Robert Barnett, dans Lhasa: Street with memories (2010), fait état de la description que livre Han Suyin de la ville à l'époque du séjour de l'écrivain : l'architecture n'a pas changé mais quelques vieux bâtiments ont disparu ; la nouvelle Lhassa s'agrandit tandis que l'ancienne rétrécit ; les nouveaux bâtiments auront tout le confort moderne (des latrines et l'eau courante). Si elle craint que leur architecture ne se conforme au style fonctionnel chinois, elle remarque toutefois que les maisons appartenant à la noblesse tibétaine sont intactes et entretenues.Robert Barnett rapporte également les propos de Han Suyin sur le progrès de l'hygiène publique à Lhasa au milieu des années 1970 : alors qu'en 1962 on se soulageait encore dans la rue, les autorités municipales avait désormais construit de discrètes latrines publiques peintes en blanc et orange (mais sans papier toilette) et instauré le ramassage des ordures. Barnett précise que ces mêmes installations avaient cédé la place, en 2005, à des bâtiments de style tibétain.

## Accueil critique
Peter Bishop, l'auteur de The Myth of Shangri-La (1989), met Lhassa, étoile-fleur dans ce qu'il appelle « la catégorie de la propagande chinoise ». Selon lui, la représentation des Tibétains dans Lhassa, étoile-fleur est l'une des rares à louer « les effets de l'occupation chinoise ».
Le journaliste et écrivain Claude Arpi, directeur du pavillon de la culture tibétaine à Auroville, considère que cet ouvrage permet de connaitre le point de vue chinois sur le Tibet.
L'écrivain et biographe britannique Patrick French indique que, jusqu’au début des années 1980, personne ne pouvait se rendre au Tibet sans un visa spécial de Pékin. Lhassa, étoile-fleur, publié en 1976, fait partie de ces ouvrages « honteux tant ils sont mensongers » qu’écrivaient dans les années 1960 et 1970 les sympathisants de la Chine communiste qui s’étaient rendus au Tibet strictement encadrés par des guides chinois, et qui se félicitaient de la politique qu’y menait le régime.
Warren W. Smith Jr, historien du droit et animateur au service tibétain de Radio Free Asia, a fait une analyse critique de Lhassa étoile-fleur, où il écrit notamment que « le ton prédominant du livre est celui du chauvinisme Han tempéré par une préoccupation bienveillante pour les pauvres Tibétains arriérés. ». Au début des années 1980, le Tibet fut ouvert à nombre d'autres observateurs moins réceptifs à l'égard des affirmations chinoises d'avoir libéré les Tibétains. Selon cet auteur, les récits comme ceux d'Han Suyin, affirmant que tout allait bien au Tibet et que les Tibétains étaient des sujets heureux de la Chine, sont apparus comme très éloignés de la vérité.
Dans son livre Les réfugiés tibétains en Inde: Nationalisme et exil (2015), la docteur en relations internationales Anne-Sophie Bentz affirme que Han Suyin, comme d'autres auteurs chinois, décrit le Tibet féodal selon son imagination, pour ensuite le comparer au Tibet après la « libération » de 1951. Elle consacre les deux premiers chapitres de Lhassa, étoile-fleur aux conditions de vie des habitants du Tibet féodal pour faire ensuite l'apologie élogieuse des réformes chinoises après la « libération ».
Selon Bertil Lintner, elle y reproduit la version officielle chinoise sans critique.